# Unimat 08-475 4S

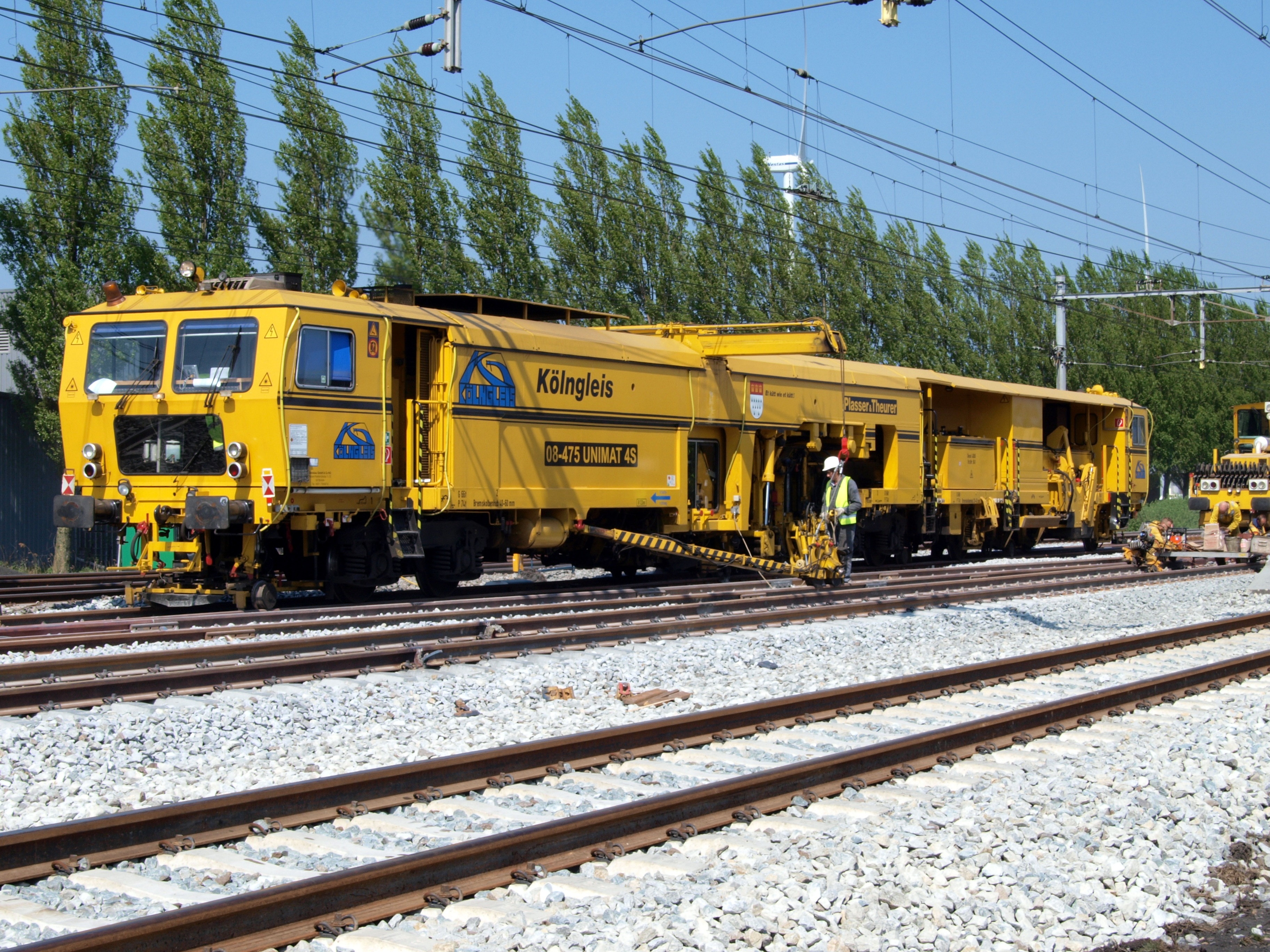

Унімат 08-475 4S – універсальна виправочно-підбивальна машина з щітковим пристроєм. Для роботи на стрілочних переводах машина оснащена пристроєм для одночасного підіймання трьох рейкових ниток і відокремлюємими підбивочними блоками для підбиття чотирьох рейкових ниток. Використовується для роботи після заміни стрілочних переводів з оновленням баластного шару та при поточному утриманні стрілочних переводів, а також для підбивання відводів до гостряків та за хрестовиною стрілочного переводу по прямому та боковому напрямках.
Колійна машина Unimat 08-475/4S виконує наступні роботи:
- піднімає стрілочний перевод на висоту до 10 см за позначками; 
- виправляє стрілочний перевод методом згладжування; 
- одночасно з виправленням стрілочного переводу по прямому напрямку виправляє і підбиває боковий напрямок; 
- щіточним пристроєм і транспортером розподіляє баласт, зайвий завантажує в бункер, місткість якого до 4 м3; 
- поповнює баласт в шпальні ящики із бункера; 
- піднімає та виправляє рейкову колію на відводах за хрестовиною по прямому та боковому напрямку, та перед гостряками. 
Виробник: Фірма «Plasser & Theurer», Австрія

## Технічна характеристика
| Характеристика                                 | Числа                                 |
| ---------------------------------------------- | ------------------------------------- |
| Габаритні розміри довжина по осі автозчеплення | 35,62 м                               |
| Габаритні розміри висоти                       | 3,7 м                                 |
| Габаритні розміри ширини                       | 3 м                                   |
| Діаметр коліс                                  | 920 мм                                |
| Кількість обслуговчого персоналу               | 5 машиністи                           |
| Продуктивність машини                          | 2,58 стрілочних переводів/машинозміну |
| Річна продуктивність машини                    | 450 км                                |
| Маса машини                                    | 104,46 т                              |